# Monolithe de Mars
Pour les articles homonymes, voir Monolithe (homonymie) et Mars.
Le monolithe de Mars est un monolithe présumé, d'apparence géométrique rectangulaire illusoire de type paréidolie, de la planète Mars. Il est découvert en 2005 sur le sol martien sur une image de la camera HiRISE de la mission américaine Mars Reconnaissance Orbiter, en orbite à 263,9 km d'altitude autour de Mars. 

## Histoire
Ce monolithe présumé est situé près du bas d'une falaise (entre Tharsis Montes et Valles Marineris du dôme de Tharsis) dont il serait probablement tombé dans le passé,. Il apparaît sur un agrandissement d'une image de la NASA portant le nom de fichier PSP_009342_1725.

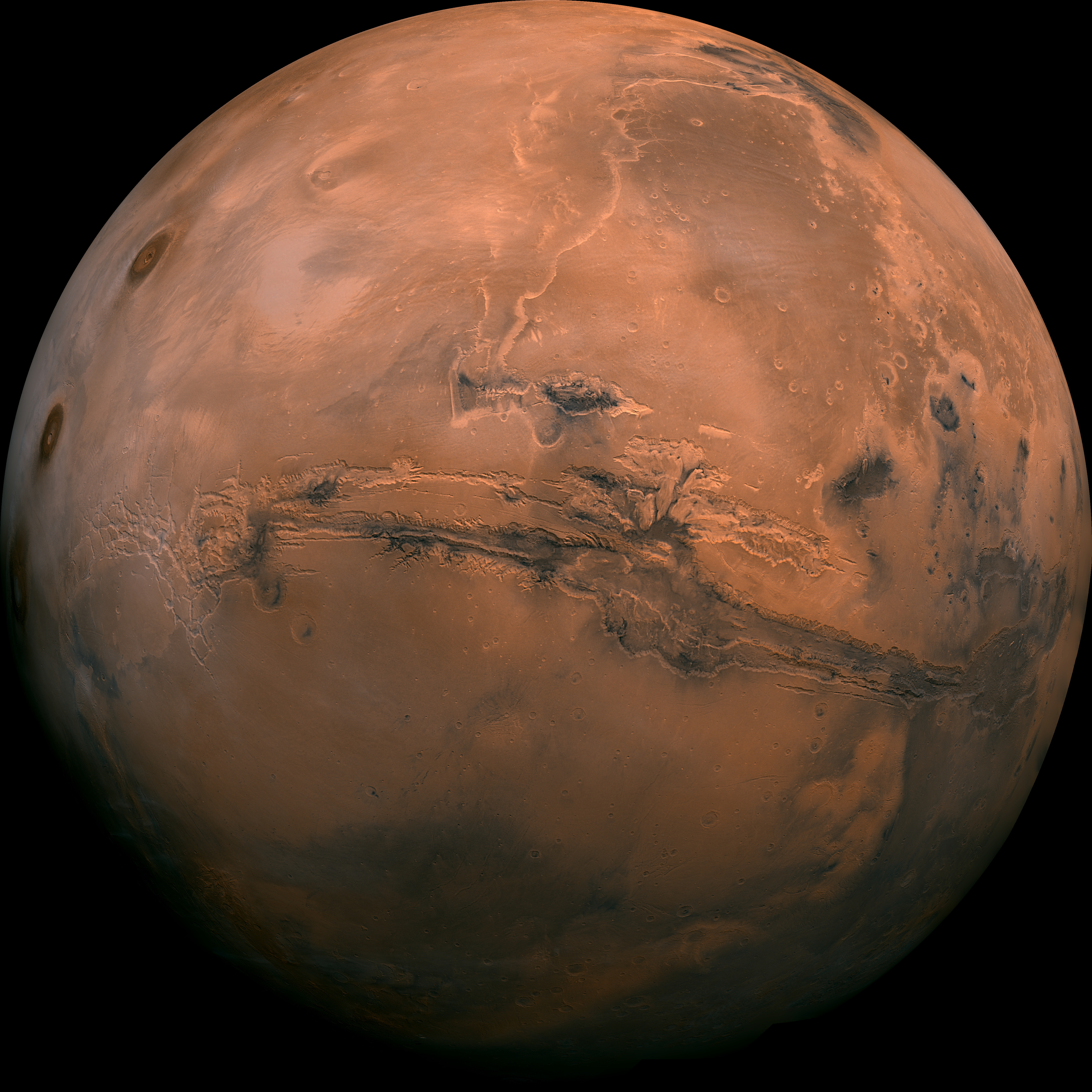
Mars (planète)
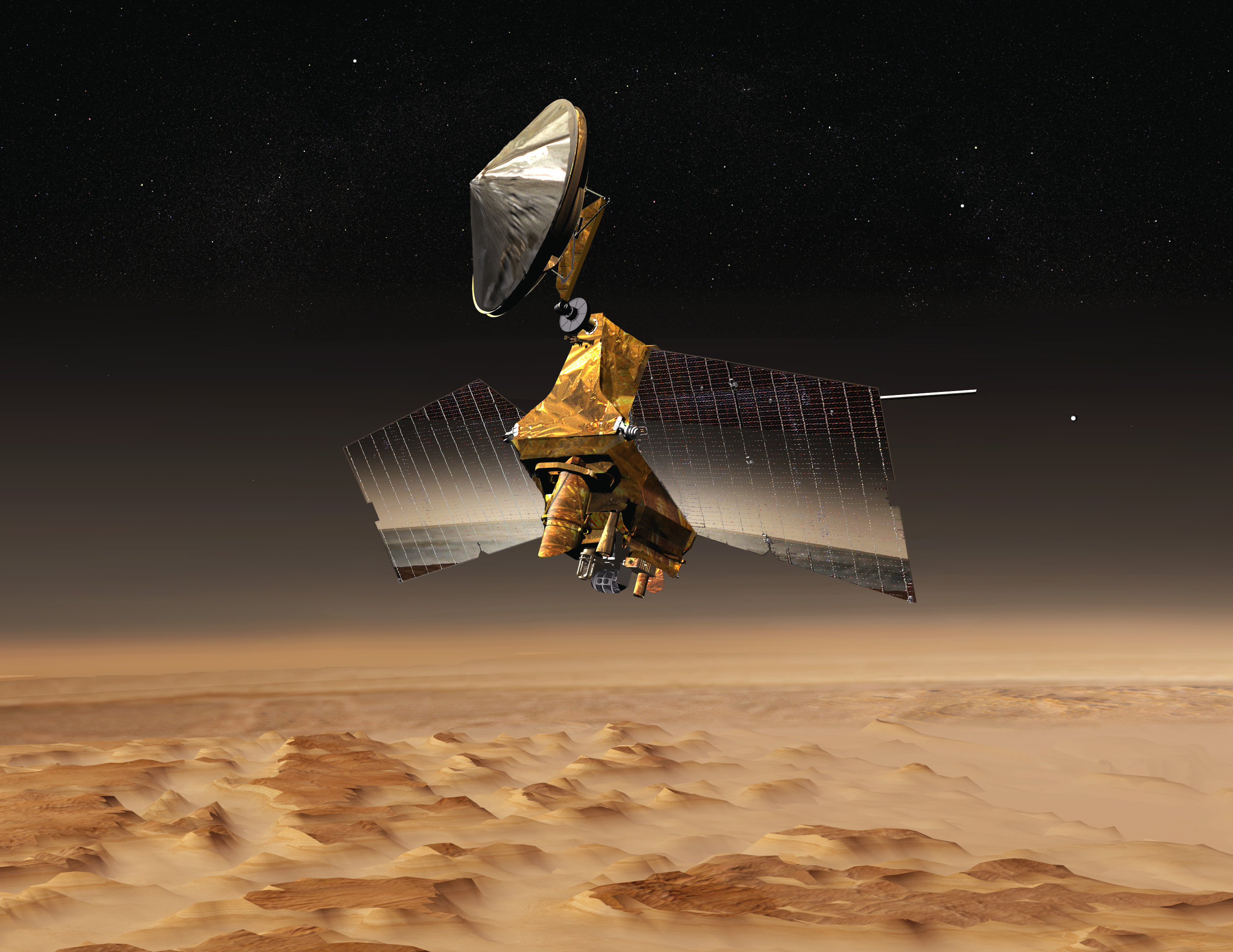
Mars Reconnaissance Orbiter
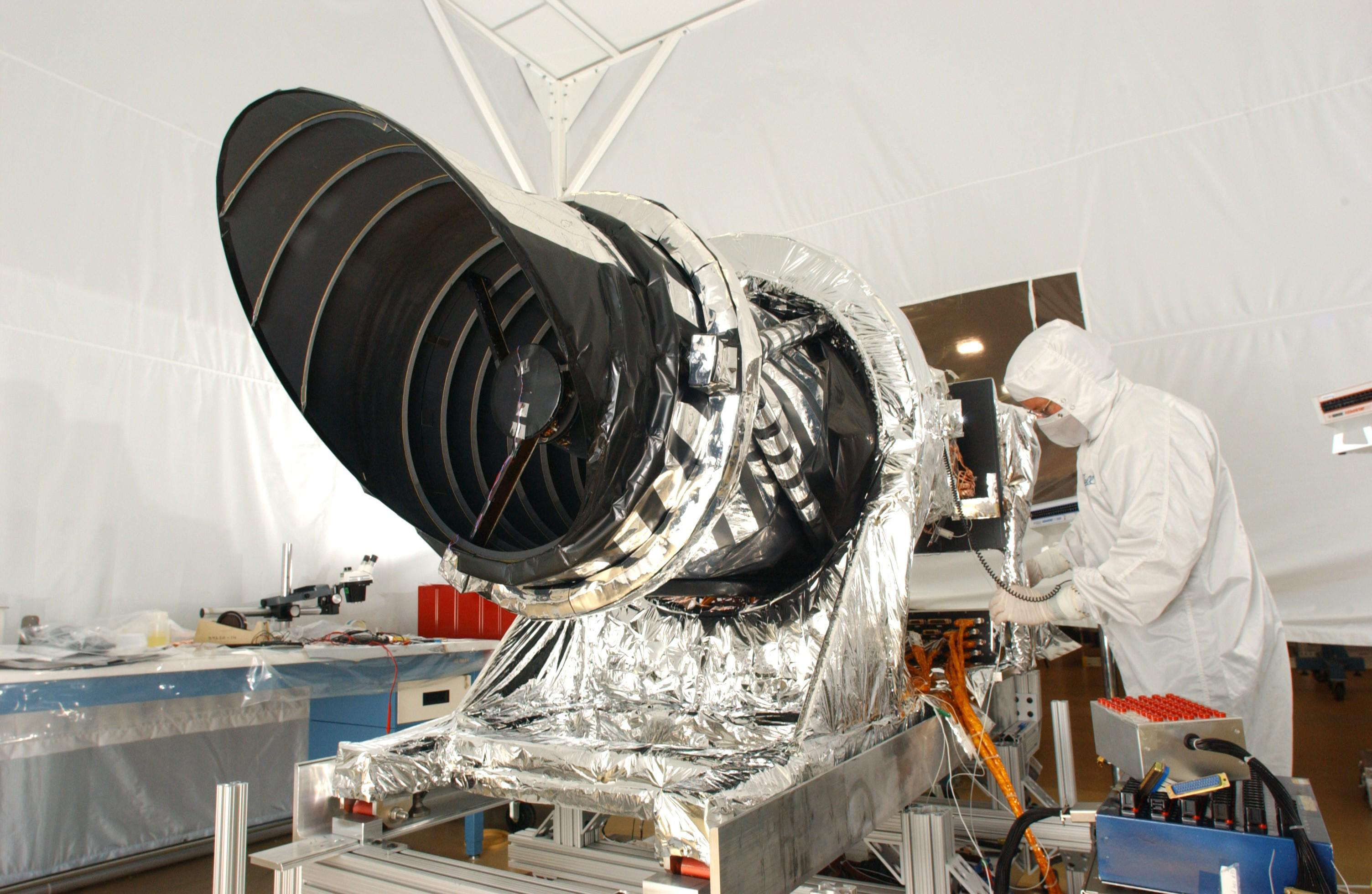
Camera HiRISE

Estimé à environ 5 m de large (avec une résolution de 26,4 cm par pixel) il est beaucoup plus petit que le monolithe de Phobos d'environ 85 m de diamètre, découvert 7 ans plus tôt en 1998 par la mission spéciale Mars Global Surveyor sur Phobos (plus grand des deux satellites naturels de Mars). 

Valles Marineris du dôme de Tharsis
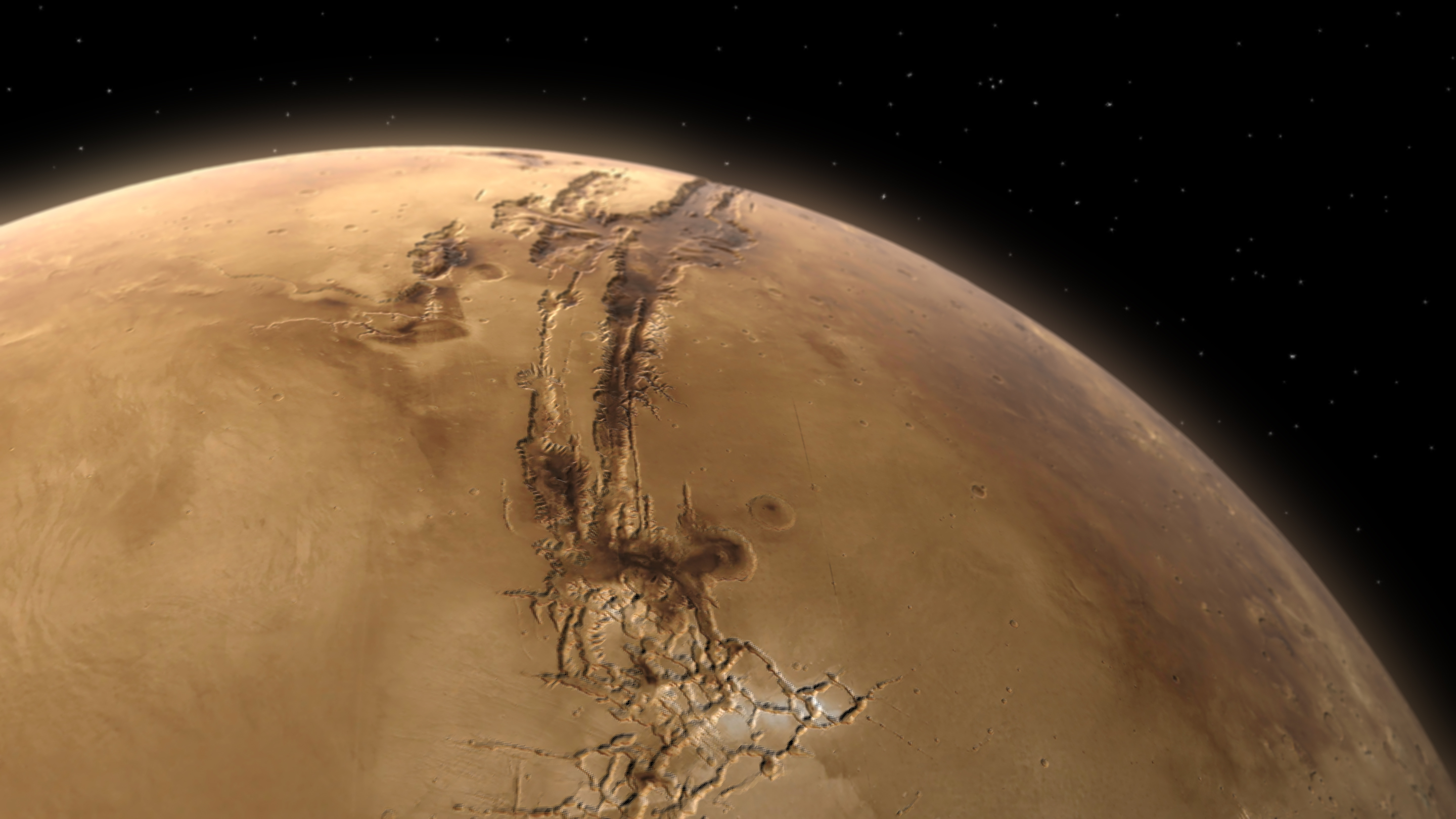
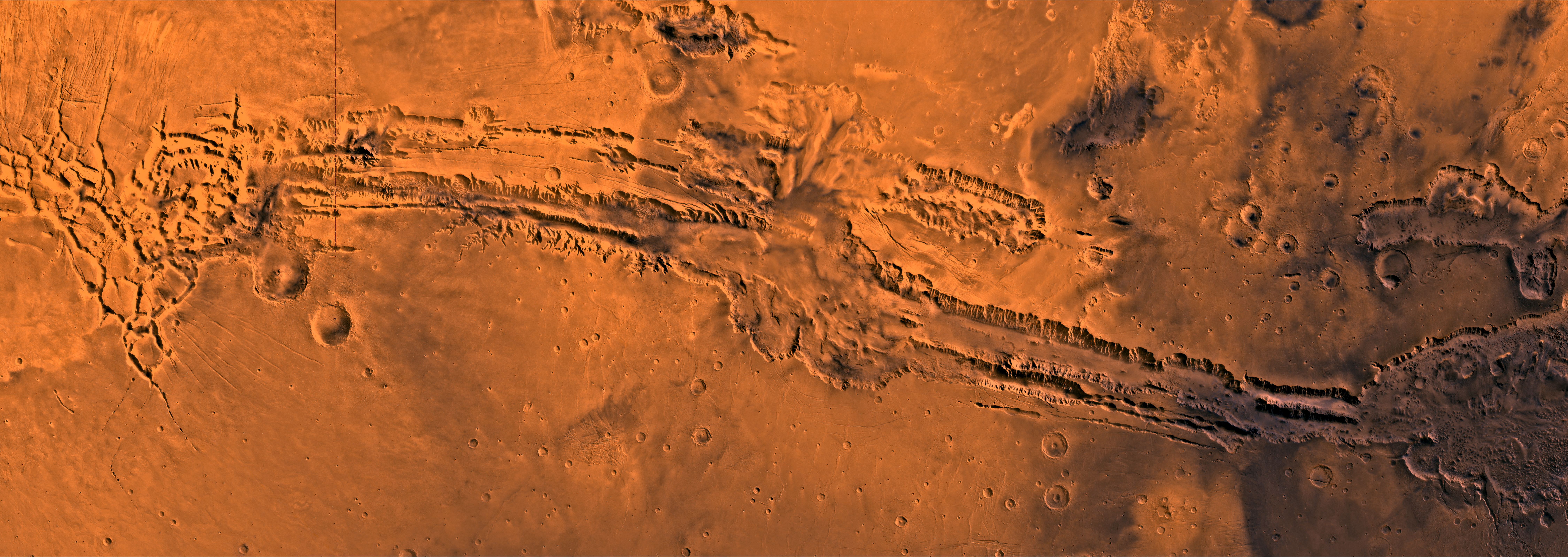

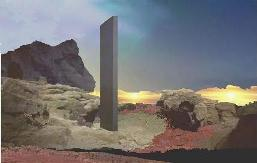
Monolithe du début du film 2001, l'Odyssée de l'espace, de Stanley Kubrick de 1968 (œuvre de 2013 du peintre Georges Yatridès)

En 2012, le chercheur Jonathon Hill, de l'Arizona State University, suggérait que la forme rectangulaire puisse être un artéfact visuel lié à la résolution trop faible de la photo,, à l'image du célèbre relief rocheux Cydonia Mensae (ou Visage de Mars) photographié avec une apparence de visage humain, en 1976, par la sonde américaine Viking 1 du programme Viking (de nouvelles images de Mars Global Surveyor démontrent en 2001 que ce visage est un simple effet d'illusion d'optique de type paréidolie d'une colline fortement érodée prise avec certains effets d'angle, d'ombre et de lumière). 

## Au cinéma
Le monolithe rappelle le monolithe décrit dans le roman d'Arthur C. Clarke et son adaptation cinématographique par Stanley Kubrick : 2001, L'odyssée de l'espace qui sont tous deux bien antérieur à la découverte du monolithe martien.
- 1968 : 2001, l'Odyssée de l'espace, de Stanley Kubrick, d’après 2001 : L'Odyssée de l'espace (roman), d'Arthur C. Clarke (un célèbre monolithe géométrique noir fictif d'origine extraterrestre, et d'apparence semblable, joue un rôle important et mystérieux dans l’évolution de l'histoire de l'humanité, tout au long de ce film culte de science-fiction[4],[5],[6],[7]).